# Gmina Tibro
Gmina Tibro (szw. Tibros kommun) – gmina w Szwecji, w regionie Västra Götaland, z siedzibą w Tibro.
Pod względem zaludnienia Tibro jest 204. gminą w Szwecji. Zamieszkuje ją 10 572 osób, z czego 49,68% to kobiety (5252) i 50,32% to mężczyźni (5320). W gminie zameldowanych jest 324 cudzoziemców. Na każdy kilometr kwadratowy przypada 48,04 mieszkańca. Pod względem wielkości gmina zajmuje 240. miejsce.